# سارة كاثرين هادلاند
سارة كاثرين إي هادلاند (من مواليد 15 مايو 1971) هي ممثلة إنجليزية. تشتهر بدورها كـ ستيفي ساتون في المسلسل الكوميدي التلفزيوني المرشح لجائزة بافتا "ميراندا" (2009-2015) وتريش في "ذا جوب لوت" (2013-2015).
ظهرت هادلاند بدور موظفة الاستقبال في فيلم جيمس بوند "كوانتم أوف سولاس" عام 2008. وتشمل أدوارها السينمائية الأخرى "السحرة" (2007) و"سنة كبيسة" (2010) و"المتعلمون" (2007). كما شاركت هادلاند في المسلسل التلفزيوني الكوميدي الدرامي "موفينج والبيبر" (2008-2009) بدور كاتبة السيناريو جيليان ماكجفرن، ولعبت أدوارًا في المسلسلات الكوميدية البريطانية "ذا ميتشل آند ويب لوك" (2008-2010) و"هوربل هيستوريز" (2009، 2012-2013، 2015) و"ذا جوب لوت" (2013-2015) و"برادرفود" (2015). كما ظهرت في المسلسل القصير "ذا مونستون" على قناة BBC عام 2016.